# 세토 내해
세토 내해(일본어: 瀬戸内海 세토나이카이[*])는 일본의 혼슈 서부, 규슈, 시코쿠로 둘러싸인 내해이다. 수면 면적 약 2만3천203 km2로 일본 최대의 내해이다. 해안선의 총 연장 길이는 약 7,230 km이다. 동서 길이는 450km, 남북은 15 - 55 km 이고 평균 수심은 약 38 m이다., 호요 해협이 가장 깊어 최대 수심은 약 105 m이다.
세토내해기후는 온난다습하여 비가 많이 내리고 주변의 산지로 인한 지형적 영향으로 해륙풍이 불며 거센 바람이 잦은 편이다. 밀물과 썰물의 차이 또한 커서 조류가 거세다. 여름철에는 짙은 안개가 자주 발생하여 해난사고의 원인이 되기도 한다.
세토 내해와 맞닿는 세토우치 지방으로는 야마구치현, 히로시마현, 오카야마현, 효고현, 오사카부, 와카야마현, 도쿠시마현, 가가와현, 에히메현, 오이타현, 후쿠오카현이 있고 이들 부와 현의 인구는 2023년 기준 2천9백만 여 명에 이르러 일본 인구의 4분의 1이 세토 내해와 인접하여 생활하고 있다. 세토 내해는 옛부터 규슈와 기나이를 잇는 서일본의 주요 해상 교통로로 이용되었다.
700개 이상의 섬이 있어 일본의 다도해를 이루며 경치가 빼어난 곳이 많고 다양하고 풍부한 생태계를 이루고 있다. 의사이자 박물학자였던 필리프 프란츠 폰 지볼트를 비롯하여 메이지 시대 이후 일본을 방문한 서양인들도 뛰어난 경치를 특별히 기록하고 있다. 메이지 유신 직후인 1860년 세토 내해를 방문한 독일 지리학자 페르디난트 폰 리히트호펜은 《중국여행일기》에서 "이보다 더 빼어난 경치는 세상에 없을 것"이라 극찬하였다. 오늘날에도 경치가 뛰어난 곳이 많은 여행지로 꼽힌다. 세토 내해 국립공원이 지정되어 있다.

## 해역
국제수로기구가 1953년 발간한 《대양과 바다의 환경》은 세토 내해를 다름과 같이 정의하고 있다.
- 서쪽 끝: 간몬 해협, 나고야사키에서 우마시마와 무츠레지마를 지나 무라사키노하나를 지나는 선
- 동쪽 끝: 기이 수도, 다쿠라자키와 아와지시마의 오이시노하나, 시오자키, 오이소자키를 잇는 선
- 남쪽 끝: 분고 수도, 사다미사키와 세키자키를 잇는 선(호요 해협)

일본의 《영해 및 접속 수역에 대한 법률 시행령》은 세토 내해를 여러 세부 수역으로 구분하며 일본 환경성은 기이수도, 오사카만, 와리마나다, 비산세토, 빙고나다, 히우치나다, 아키나다, 히로시마만, 이요나다, 스오나다, 분고 수도, 히비키나다 등으로 세분하고 있다.

## 기후
세토 내해 부근은 온난다습한 지역으로 연간 1,000 mm - 1,600 mm 정도의 강수량을 보이며 세토내해식기후를 형성한다. 산지 남측에 위치하고 있어서 연간 일조시간이 2,000 시간 정도로 주고쿠 지방의 산지 북쪽에 위치한 산인 지방과 비교하면 1.5배 이상 많다.
해안에서는 일반적으로 해안선과 직교하는 방향으로 해륙풍이 분다. 바다와 육지의 비열 차이에서 발생하는 해륙풍은 낮에는 바다에서 육지로 해풍이 불고 밤에는 육지에서 바다로 육풍이 부는 현상으로 두 바람의 교대가 이루어 지는 시간에는 바람이 잦아드는 무풍 시간대가 있다. 특히 여름 저녁의 무풍 시간대는 기온이 오르는 주요 원인이 되며 "세토 저녁의 잔잔함"이라 불린다. 시고쿠추오시에서는 기후 조건에 따라 산에서 강한 바람이 불어오는 야나기카제(山風)가 불기도 한다.
비산세토에서 아키나다, 히우치나다, 이요나다 등의 해역에는 3월에서 6월 사이 안개가 끼는 일이 잦다. 고기압 주변을 따듯하고 습한 공기가 돌아들 때 발생한다. 이러한 세토 내해의 안개는 해난 사고의 주요 원인 가운데 하나이다. 1955년 5월 11일 아침의 짙은 안개로 발생한 시운마루 사고는 168명이 희생되었다.
세토 내해도 지구 온난화에 따른 기후 변화의 영향을 받아 해마다 평균 수온이 올라가는 중이다. 세토 내해의 수온은 계절에 따라 21 °C ~ 28 °C를 오가며 평균 수돈은 약 25 °C 정도이다.

## 지리

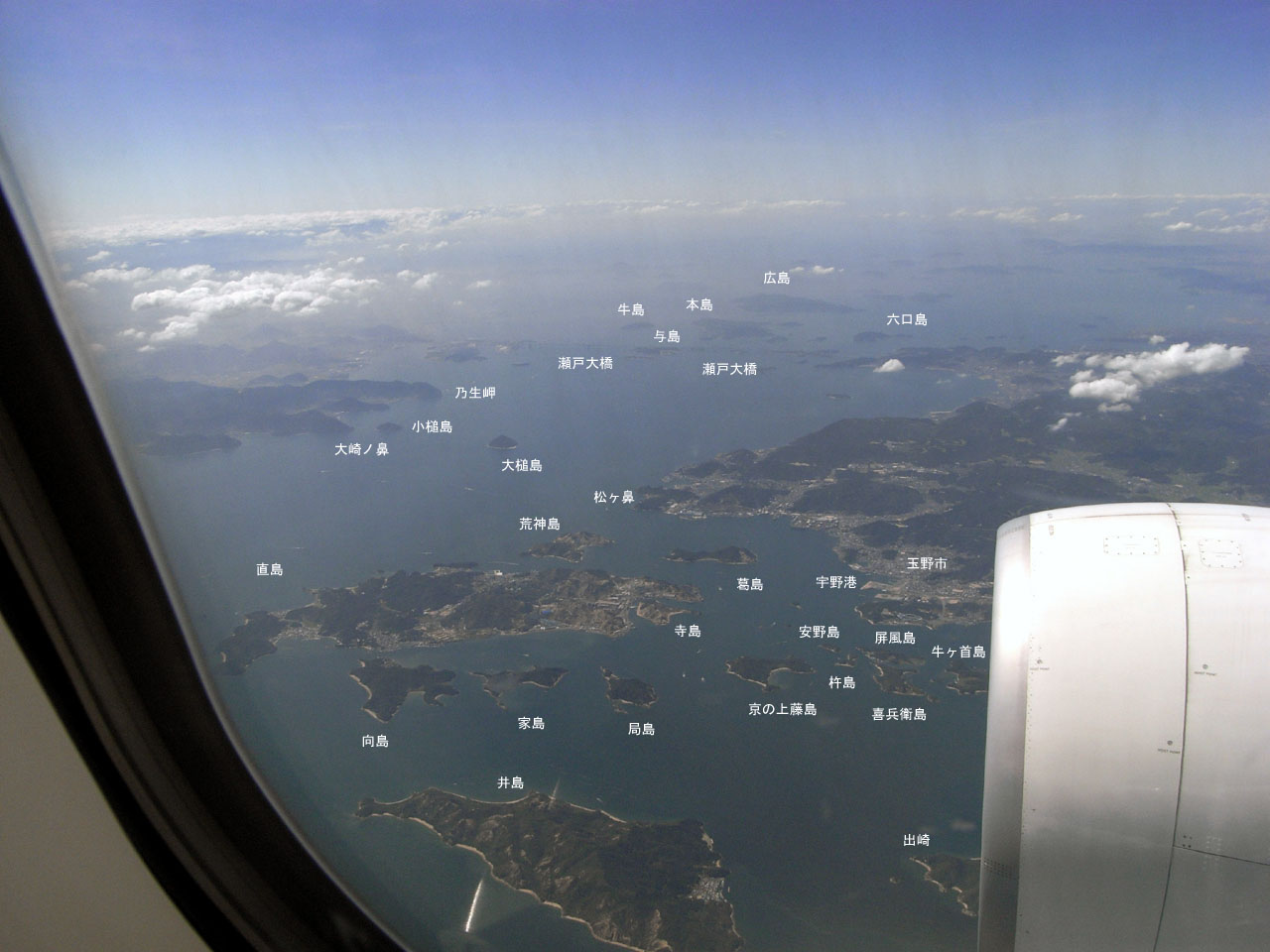
비행기에서 촬영한 세토 내해의 섬들

세토 내해는 동서 길이 450 km, 남북 길이 15 - 55 km로 해안선의 총연장 길이는 7,230 km이며 수면적은 23,203 km2이다. 평균 수심은 38 m 이고 바닷물의 부피는 8,815억 m3이다. 전체적으로 볼 때 서쪽이 깊고 동쪽으로 갈 수록 얕아진다. 남북의 폭이 좁고 동서가 긴 띠 모양이어서 곳곳에 만, 나다(灘, 여울), 해협, 수도 등의 이름을 갖는 지역으로 구성되어 있다. 수로라 불리는 곳은 강력한 조류로 해저가 침식되어 형성된 곳이다.
섬이 많아 일본의 다도해로 불리며 둘레 100 m 이상의 섬은 787개가 있고 그 보다 작은 암초는 수 천개에 달한다. 세토 내해에 있는 주요 섬들로는 동부의 야와지섬, 쇼도섬, 중부의 오오미섬, 인노시마, 오오사키카미섬, 이쿠치섬, 무카이섬, 호포로섬, 서부의 야시로섬, 구라하시섬, 노미섬, 이쓰쿠시마섬 등이 있다.
세토 내해는 밀물과 썰물의 차가 크다. 가장 큰 차이를 보이는 히우치나다 인근은 2 m 이상의 차이를 보인다. 이때문에 세토 내해는 조류가 강하게 흘러 나루토의 소용돌이와 같은 현상이 일어난다. 세토 내해의 거센 조류는 해저의 양분을 끌어올리는 작용을 하여 수중 식물의 생장과 어장의 형성에 중요한 요소로 작용한다.
세토 내해로 흘러드는 강들로는 기노카와강, 요시노강, 요도강, 야마토강, 가코강, 요시이강, 아사히강, 다카하시강, 오타강, 히지강, 오노강 등이 있다.

### 세토우치 지방
세토 내해와 인접한 일본의 부와 현을 세토우치 지방이라 부른다. 야마구치현, 히로시마현, 오카야마현, 효고현, 오사카부, 와카야마현, 도쿠시마현, 가가와현, 에히메현, 오이타현, 후쿠오카현이 세토 내해와 맞닿아 있고 이들 부와 현의 주요 해안 도시는 다음과 같다.
혼슈와 시코쿠를 연결하는 세토대교가 놓여 자동차로도 두 지역을 왕래할 수 있다. 그러나 여전히 각종 화물과 여객 운송을 위한 항로가 활발히 이용된다.

## 자연사

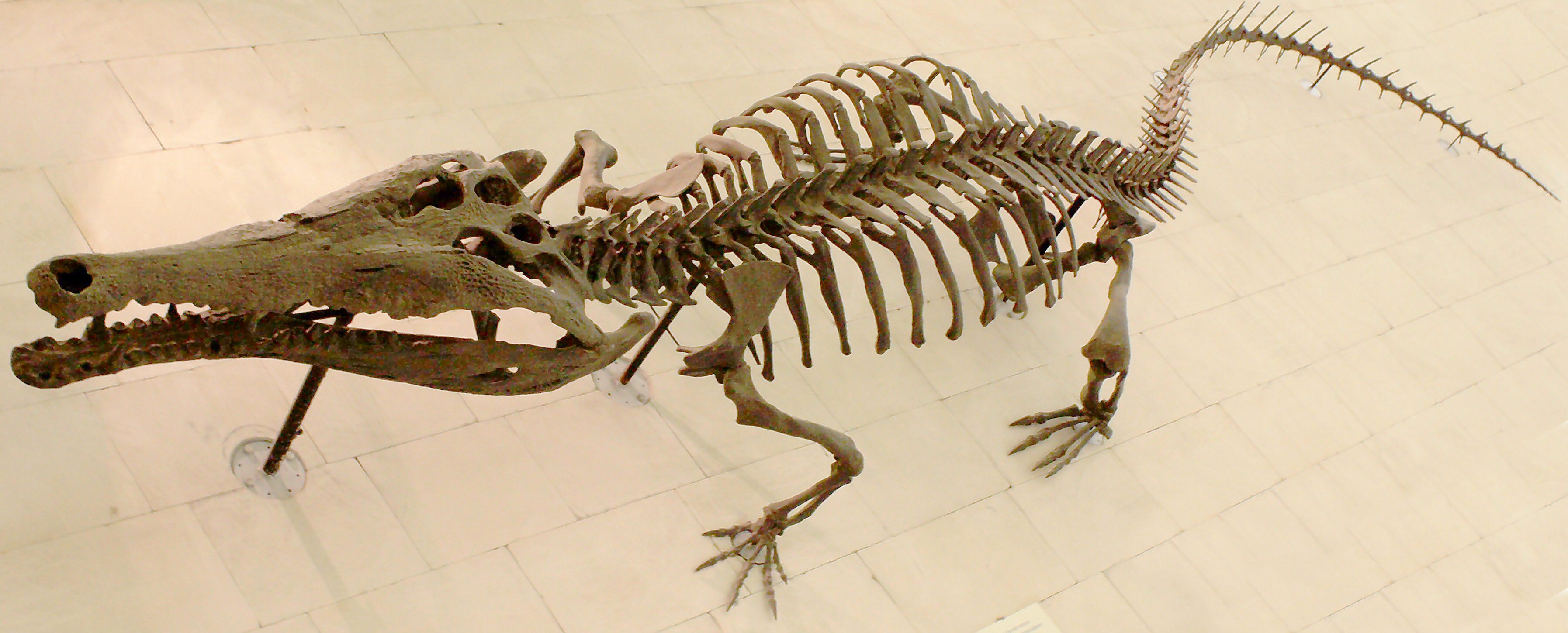
오사카 대학교 도요나카 캠퍼스 연구팀이 발굴한 악어류 도요타마피메이아의 화석

산인지구, 호쿠리쿠 지구와 거의 평행하게 뻗어 있는 지질 지구인 세토우치 지구는 주로 마이오세에 속하는 제1 세토우치 누층군과 주로 신생대 제4기에 속하는 제2 세토우치 누층군으로 구분되며, 두 층 사이에 부정합면이 있다. 이로 미루어 보아 세토 내해는 먼 과거에 바다였다가 이후 해수면 하강과 함께 육지가 되었고 다시 신생대 제4기 이후 바다가 되었다는 것을 알 수 있다. 둘을 구분하여 제1차 세토 내해와 제2차 세토 내해로 부르기도 한다.
제1차 세토 내해는 신생대 제3기의 중기인 마이오세를 중심으로 형성되었다. 당시 세토 내해는 지금보다 더 넓어서 오늘날의 히로시마현 북부에서 부터 나가노현 남부에 이르는 넓은 지역으로 동서 길이 약 500 km, 남북 길이 약 80 km에 달했다. 오늘날의 세토 내해와 같이 많은 섬들이 있었을 것으로 여겨진다. 제1차 세토 내해 지층군에서 육상 포유류 화석인 히라마키 동물군과 해양 포유류 화석인 도가리 동물군 등의 화석들이 발견되었다. 히라마키 동물군 화석에는 코뿔소과에 속하는 킬로테리움, 장비목에 속하는 콤포테리움 등의 대형 초식 동물의 화석이 함께 있어 당시 이들을 잡아 먹었던 포식 동물도 함께 있었을 것으로 추정된다. 해양 포유류 화석인 도가리 동물군에는 데스모스틸리아에 속하는 데스모스틸루스, 돌고래에 속하는 유르히노델피스 등이 발견되었다. 이들 포유류는 육상과 해양 모두 따듯한 곳에 서식하는 종류로 당시 세토 내해의 기후 역시 온난하였을 것이다. 마이오세 말인 약 1천만년 전 일어난 융기로 제1차 세토내해는 소멸되었다. 이렇게 육지가 된 옛 세토 내해는 플리오세 초기인 약 5백만년 전까지 육지로 남아있었다. 제1차 세토 내해 시기 뚜렷하였던 혼슈 방향의 판구조 운동은 이후 구별이 어려워지며 남북방향의 습곡 형성이 지배적이게 된다. 이 구조 운동의 영향으로 일본의 서남부가 다시 침강하여 호수를 형성하게 되었다.。

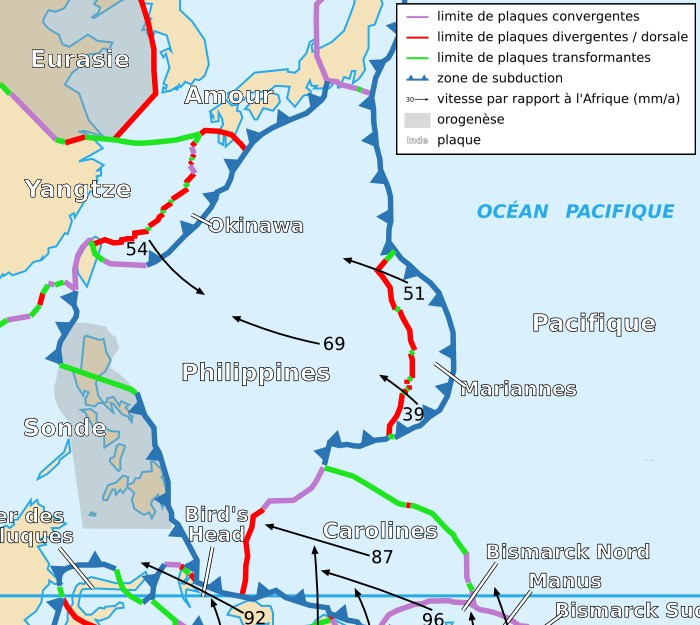
필리핀해판을 중심으로한 주변의 판구조

약 150만년 전 기이수도를 통하여 태평양의 해수가 긴키 지방으로 유입되어 제2차 세토 해가 형성되었다. 오사카 대학교의 도요나카 캠퍼스에서 발견한 악어류 화석인 도요타마피메이아는 약 1백만년 전 무렵 제2차 세토 내해에서 살았다. 이무렵 지구는 빙기와 간빙기가 순환하는 빙하기에 접어들었고 이에 따라 해수면 역시 오르고 내리기를 반복하였다. 제2차 세토 내해는 해수면의 상승과 하강에 따라 파식 지형 역시 오르내리게 되어 계단과 같은 모양의 구릉지인 단구들이 형성되었다. 이 단구에서 나우만코끼리의 화석이 발견되었다. 최종빙기 시기 해수면은 지금보다 130-140 m 낮았고 이에 따라 세토 내해는 다시 육지로 변하였다. 최종빙기가 끝나고 홀로세 빙하 퇴조가 시작되자 해수면은 다시 상승하기 시작하여 약 9천년 전 무렵이 되면 해수면은 지금보다 20-25 m 정도 낮은 정도까지 차오르고, 약 7천년 전 무렵에는 현재의 해수면을 상회하게 된다. 오늘날의 세토 내해는 제2차 세토내해에 비해 조금 축소된 형태라 할 수 있다.
오늘날 세토 내해의 형성은 약 3백만년 전 필리핀해판의 북쪽 및 서북쪽이 유라시아판 밑으로 침강하면서 이루어진 구조 운동의 결과이다. 그 결과 일본의 가장 긴 단층인 주오 구조선이 다시 활동하기 시작하여 세토 내해의 여러 해협과 나다 등이 생기게 하였다.

## 역사

### 조몬 시대
조몬 시대 전기의 패총이 오카야마현에서 발견되었다. 당시의 조몬인은 세토 내해의 해산물을 이용하여 생활을 영위한 것으로 보인다. 세토우치시에서 발견된 패총의 일본재첩은 탄소연대측정 결과 대략 8천5백년 전 무렵의 것으로 추정된다. 패총의 상부에는 굴과 꼬막의 껍대기도 있어서 조몬인이 살던 당시에도 점차 해수면이 상승하였고 그에 따라 식생활도 바뀌었음을 알 수 있게 한다. 조몬시기 후기가 되면 패총은 감소하고 토사가 쌓인 얕은 둔덕들이 형성되어 조몬 후기에 마을을 형성하고 토지를 이용하였던 모습을 추측할 수 있다.

### 고대
세토 내해는 옛부터 교통의 대동맥 역할을 하였다. 중국의 《삼국지》에 수록된 《위지 왜인전》에서도 세토 내해를 주요 교통로로 기록하고 있고,  《일본서기》의 신화집인 《구니우미》에서 이자나미노미코토가 만들었다는 섬들도 세토 내해를 따라 놓인 항로에 늘어선 여러 섬들이라고 볼 수 있다. 고대 시기 셋쓰국의 항구인 스미노에노츠(住吉津)에서는 견수사나 견당사가 출발하여 세토 내해를 거쳐 중국으로 향했다. 이들은 바다의 신인 스미요시산진(住吉三神)에게 재사를 지내기 위해 스미요시 대사(住吉大社)를 건축하였다. 세토 내해의 정가운데에 위치한 도모노우라는 해상 교통의 요충지로 발전하였다.
나라 시대에는 산인도나 난카이도와 같은 육상 교통로가 정비되어 외국 사절이 세토 내해를 통과하였다는 기록이 줄어들었지만 이 시기에도 세토 내해는 여전히 중요한 해상교통로로 이용되었다. 헤이안 시대 중기에 와타나베노 츠나가 셋쓰국에 수군을 세웠고 와타나베씨가 세토 내해의 제해권을 장악하였고, 이후 와타나베의 서자 출신인 마츠라씨가 규슈에 수군을 세웠다. 후지와라노 스미토모는 세토 내해의 해적으로 그가 일으킨 죠헤이텐도의 난은 헤이안 시대 중기의 대표적인 반란 가운데 하나이다. 이요국의 경고사였던 다사바나노 도오야스(橘 遠保)가 스미토모를 체포하였다. 헤이안 시대 말기에 다이라노 기요모리가 세토우치 지역의 항로와 온도세토를 정비하였다.

### 중세와 근세

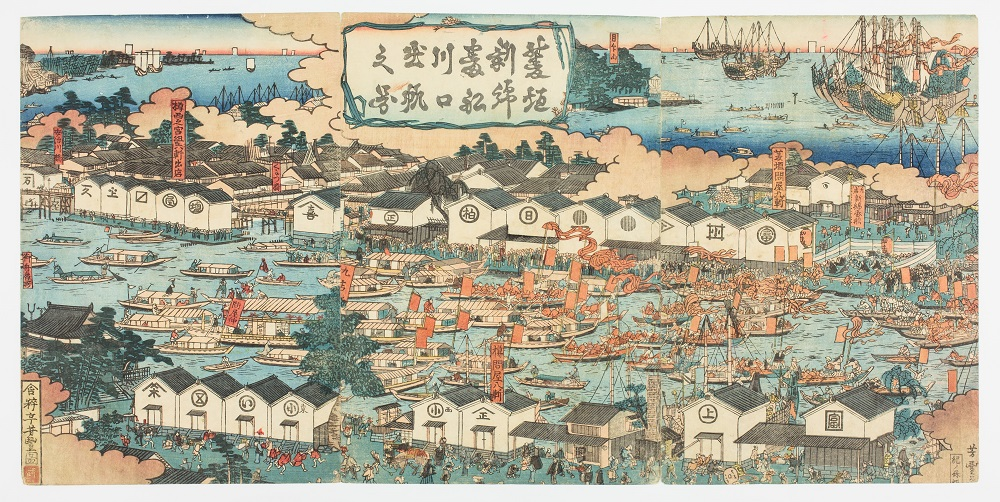
에도 시대 후기 상선의 모습을 묘사한 우키요에

가마쿠라 시대에서 센고쿠 시대에는 이요국의 오치씨, 고노씨 등의 연안과 도서 지역 무사들이 세토 내해의 항로를 장악하기 시작하였다. 이들은 수군을 만들어 운영하였는데 당시 수군이란 사실 해적과 구분되지 않았고 고노씨, 무라카미씨 등은 해적대장군으로 악명이 높았다. 센고쿠 시대 말기인 아즈치모모야마 시대에도 세토 내해는 미요시씨, 이시야마 혼간지, 모리씨, 조소카베씨 등이 서로 싸우는 무대였다.
도요토미 히데요시가 해적정지령을 선포하여 이른바 수군이라 불리던 해상 무사 집단을 진압하기 시작하여 에도 시대가 되면 세토 내해의 해적은 거의 소멸하게 된다. 이에 따라 세토 내해는 항구에서 항구로 운항하는 회선 상인들의 항로가 되어 상업 교통의 요충지가 되었다. 막말에는 나카사키항을 출발한 외국 선박이 세토 내해를 거쳐 효고항까지 운항하였다. 1864년 시모노세키의 포대에서 외국 선박을 포격하는 사건이 일어나 세토 내해가 봉쇄되자 시모노세키 전쟁이 벌어지기도 하였다.

### 근대 이후

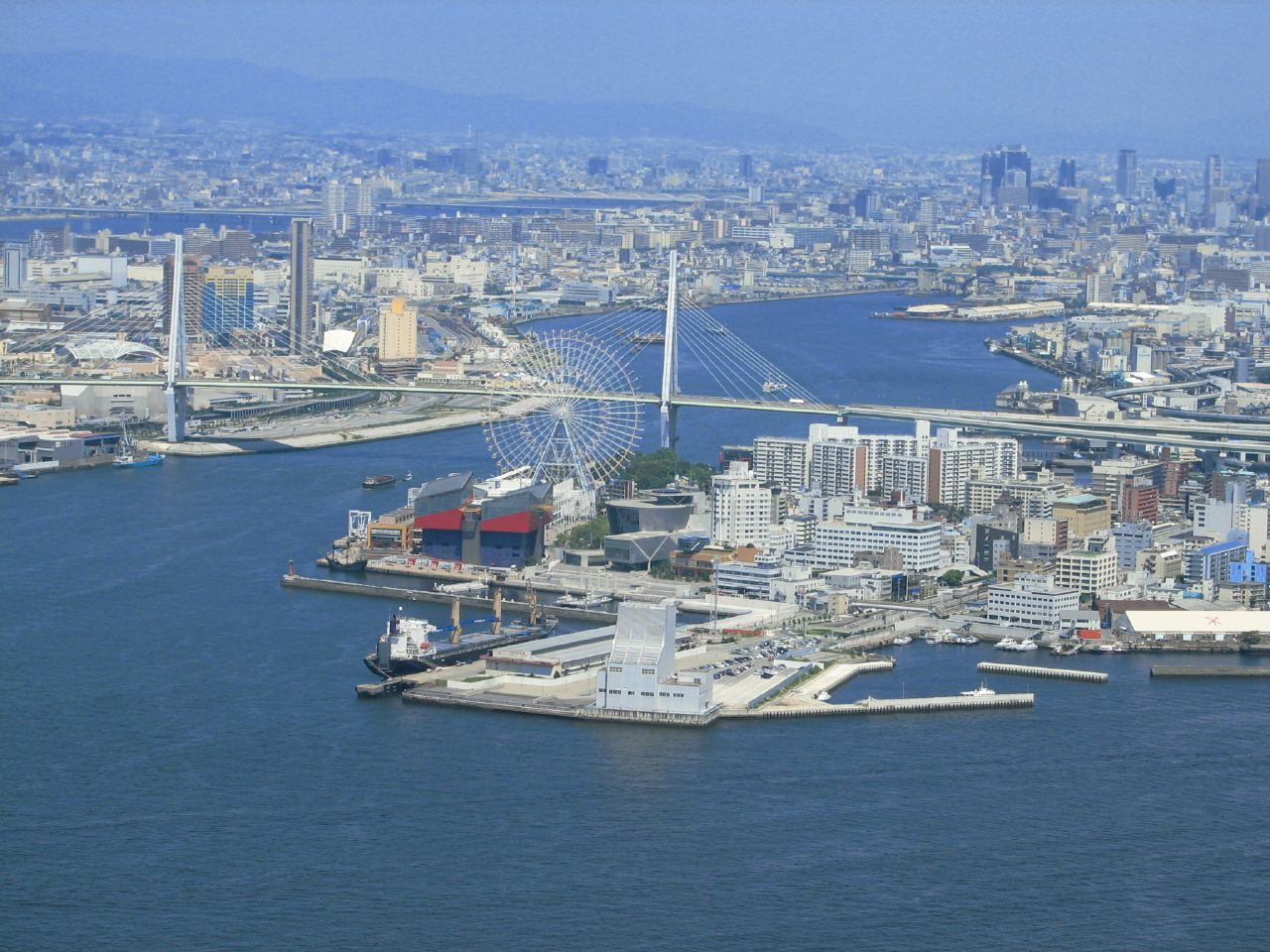
오사카항

메이지 시대에 이르러 혼슈와 시고쿠에 철도가 놓이고 세토대교가 개통되면서 해운 중심의 교통은 철도를 중심으로 개편되었다. 그러나 세토 내해의 해운은 여전히 중요한 위치를 차지하였다. 다이쇼 시대에 한신-벳부 사이의 관광항로가 개설되었고 2차 대전으로 중단되었던 관광은 전쟁 이후 유람선 운항이 다시 시작되었다. 오늘날 세토 내해의 여객 운송 주역은 연락선으로 다수의 인구가 여전히 연락선을 이용하고 있다. 최근들어 세토 내해를 중심으로 하는 세토우치 지방의 정체성을 바탕으로 한 문화 교류 사업이 추진되고 있다.
인문지리학의 관점에서 세토 내해라는 개념은 에도 시대 후기에 형성된 것이다. 이전에는 오사카만, 하리마나다, 빙고나다, 아키나다 등의 주요 거점들이 독자적인 해역으로 인식되고 있었다. 오늘날에도 세토 내해 전체를 아우르는 문화적 개념은 존재하지 않는다. 에도 시대 후기 형성된 세토우치(瀬戸内)라는 개념이 확장되어 오늘날 세토 내해라는 용어로 성장하였다. 기도의 회선 상인이 1813년 기록한 《해륙도순달일기》에는 오노미치에서 시모노세키까지를 세토우치로 부르고 있다.
오늘날의 세토 내해라는 개념이 확립된 계기는 메이지 시기 일본을 방문한 서양인들이 이곳을 "내해"라 부르기 시작한 이후이다. 해역에 대한 서구적 관념이 도입되어 일본의 지리학자들도 1872년 무렵 "세토 내해"라는 용어를 사용하기 시작하였고 메이지 후반에 널리 사용하게 되었다. 1911년 고니시 가나우가 쓴 《세토내해론》은 다도해가 이루는 명승지의 가치를 적극적으로 평가하면서 해역 전체를 아우르는 명칭의 필요성을 역설하고 국립공원 지정을 주장하였다. 1934년 일본 제국의회는 국립공원법을 제정하면서 세토나이카이 국립공원을 지정하였다. 이로서 세토 내해는 운젠아마쿠사 국립공원, 기리시마야쿠 국립공원과 함께 일본 최초의 국립공원이 되었다.

## 생태계
세토 내해는 비교적 수심이 얕은 내해로 갯벌이 발달되어 있고 연중 온난한 기후를 보여 다양한 생물들이 서식하고 있다. 산업화 이후 각종 오염과 남획으로 여러 생물들의 개체수가 크게 감소하는 위기에 놓여있으나 최근 각종 보전 노력으로 회복세를 보이고 있다. 그러나 지구 온난화에 따른 기후 변화는 세토 내해 생태계에 또 다른 위협이 되고 있다.
세토 내해 생태계에서 중요한 지위를 차지하는 수중 식물로는 거머리말이 있다. 각종 수생 동물의 서식지와 먹이 역할을 하는 거머리말은 1960년대에 2만 헥타르 이상의 지역에서 자생하고 있었으나 환경 오염등의 이유로 1978년 조사 당시 7천 헥타르로 급감하였다. 최근 들어 다시마숲 복원 운동을 벌여 게이요 제도 인근에서는 비교적 양호하게 분포되어 있는 모습이 확인되었다.
세토 내해 수중 생태계의 기초가 되는 해양 플랑크톤은 야광충, 방산충, 다모류 등 여러 종류가 서식하고 있다. 세토 내해는 1970년대와 80년대 사이 부영양화로 적조가 연간 약 300여 회나 발생할 정도였으나 1990년대 이후 점차 감소하여 연간 1백회 수준을 보이고 있다. 온난한 수온으로 산호초도 발달하여 야마구치현에서 에히메현 사이에 있는 보요제도에는 세계 최대의 알베오포라 자포니카(Alveopora japonica, 니혼아와센고) 군락이 있다.
세토 내해에 서식하는 투구게는 일본의 천연기념물이다. 이 외에도 세토 내해에는 농게를 비롯한 다양한 절지동물들이 살고 있고, 그 외 여러 환형동물, 극피동물 등의 무척추동물들도 있다.
어류는 400-500 종이 서식한다. 강어귀에서 연안을 오가는 은어를 비롯하여 두삭동물인 창고기류가 특색있는 어종이다. 1956년 해초의 채취로 창고기의 개체수가 크게 감소하였으며 1986년 무렵 자취를 감추었으나 1990년대에 다시 발견되어 보호 대책이 수립되었다. 또한 각종 도미류를 비롯하여 참치류까지 다양한 어종이 있어 전통적으로 어업이 활발한 지역이다. 우바시마에서 옛부터 행해지던 상괭이를 이용한 농어 잡이는 일본에서 유일하게 천연기념물로 지정된 전통어업이었으나 2015년 상괭이의 개체수 감소로 폐지되었다. 상괭이는 세토 내해의 전역에서 개체수가 대폭 감소되다가 2012년 이후 수오나다와 이요나다 부근과 2015년 오카야마현의 마에지마, 보요제도, 시모노세키시의 미노키야 해안, 기타큐슈시의 아이노시마 등에서 군집이 확인되어 고래 관광이 이루어지고 있다.
대형 어류로는 각종 상어와 가오리가 회유한다. 참다랑어와 돛새치와 같은 참치류도 세토 내해를 오간다. 개체수가 크게 줄었던 참다랑어, 돛새치는 최근 다시 회복세로 돌아섰다. 상어, 가오리 등의 대형 어류도 관찰되고 있지만 지구 온난화에 따른 기후변화로 서식지 감소의 위기를 맞고 있다.
세토 내해는 옛부터 각종 고래가 서식하는 곳이었다. 북태평양참고래, 귀신고래, 큰고래 등이 흔하였으나 산업화와 남획으로 거의 자취를 감추었다가 최근 보호 정책으로 회복세를 보이고 있다. 북태평양참고래, 귀신고래, 큰고래 등의 멸종위험종은 오늘날 세토 내해에서는 사라졌고, 대왕고래로 여겨지는 큰 고래의 표착을 기록한 우스키시의 사례나 근대 초기 오사카만에서 관찰된 북극고래의 사례가 있고, 츠노시마 인근에서 발견된 새로운 종인 오무라고래는 2002년 가가와현의 아와시마에 사체가 떠밀려 오기도 하였다. 모통은 태평양 심해에 서식하는 향유고래가 해협을 건너 세토 내해로 들어오기도 한다. 한때 거의 사라졌던 혹등고래는 최근 개체수가 다소 회복되어 세토 내해에서도 관찰 횟수가 늘 것이라 기대되고 있다.
주목할 만한 파충류로는 바다거북과 장수거북이 있고 조류로는 뿔쇠오리가 있다. 붉은바다거북과 바다거북도 개체수가 급격히 감소하여 현재는 더 이상 세토 내해로 회류하여 오지 않고 있다. 아카시시의 보카이하마 등이 산란지로 유명하며 2차대전 이전에는 세토 내해 각지에 산란지가 있었으나 근래에는 오사카부 해안과 아와지섬 등에서만 산란지가 확인되고 있다. 아카시 해안은 정기적인 번식 장소로 알려져 있다. 2002년과 2003년에는 장수거북이 발견되었다.

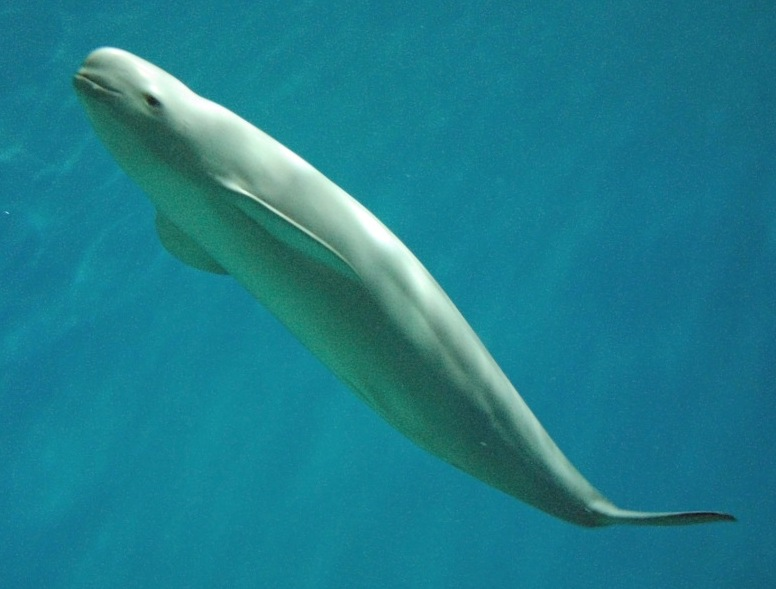
상괭이
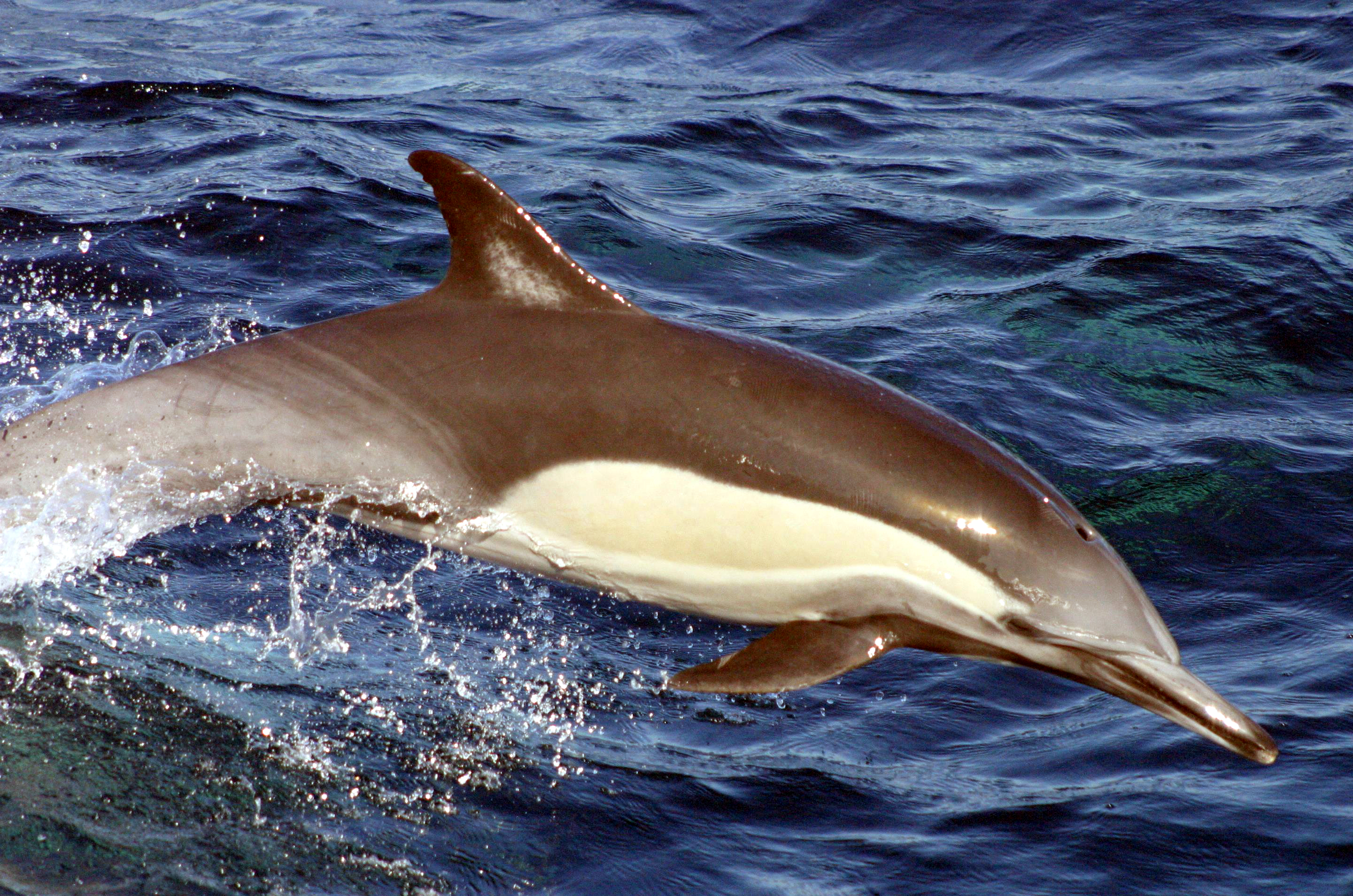
참돌고래
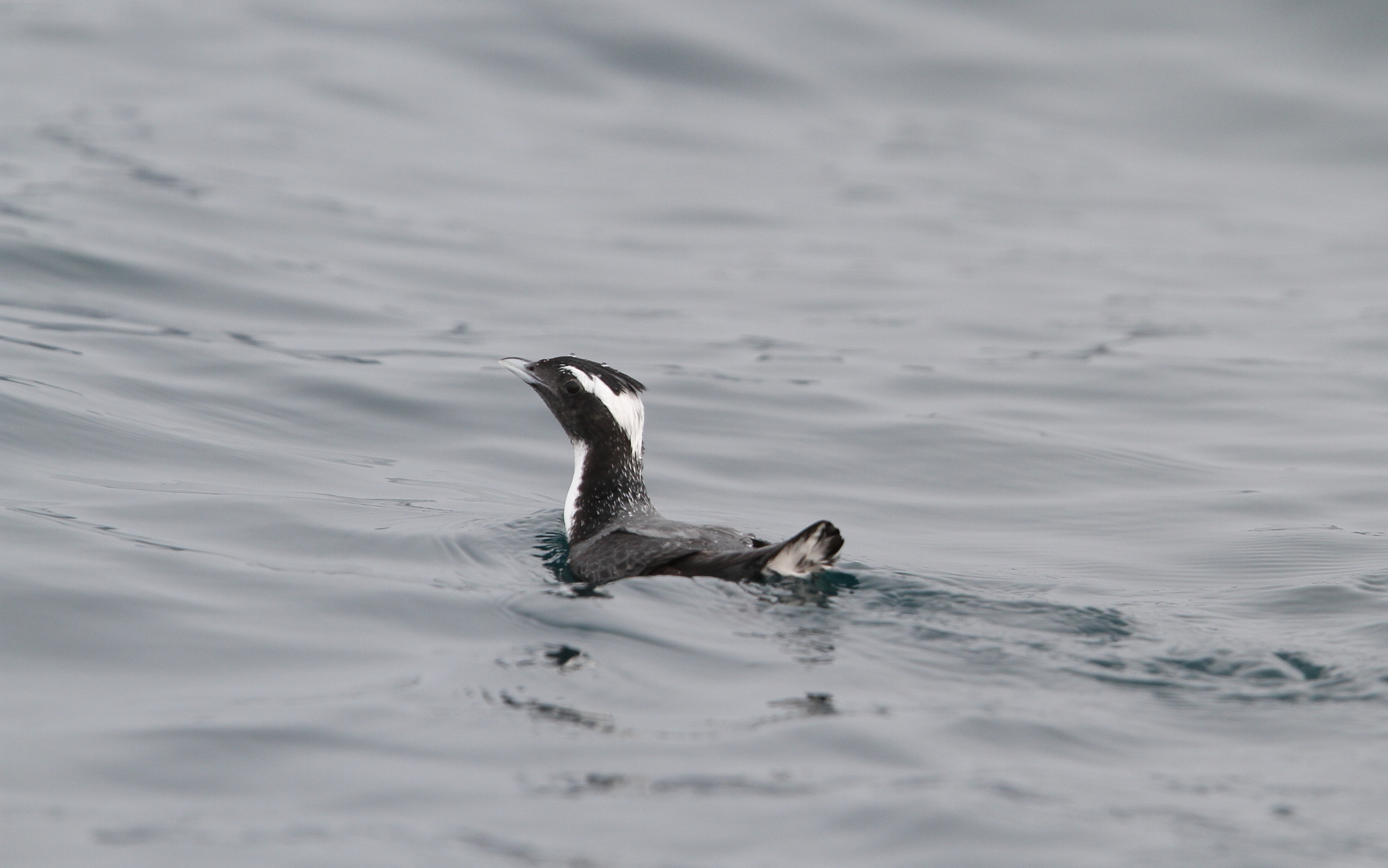
뿔쇠오리
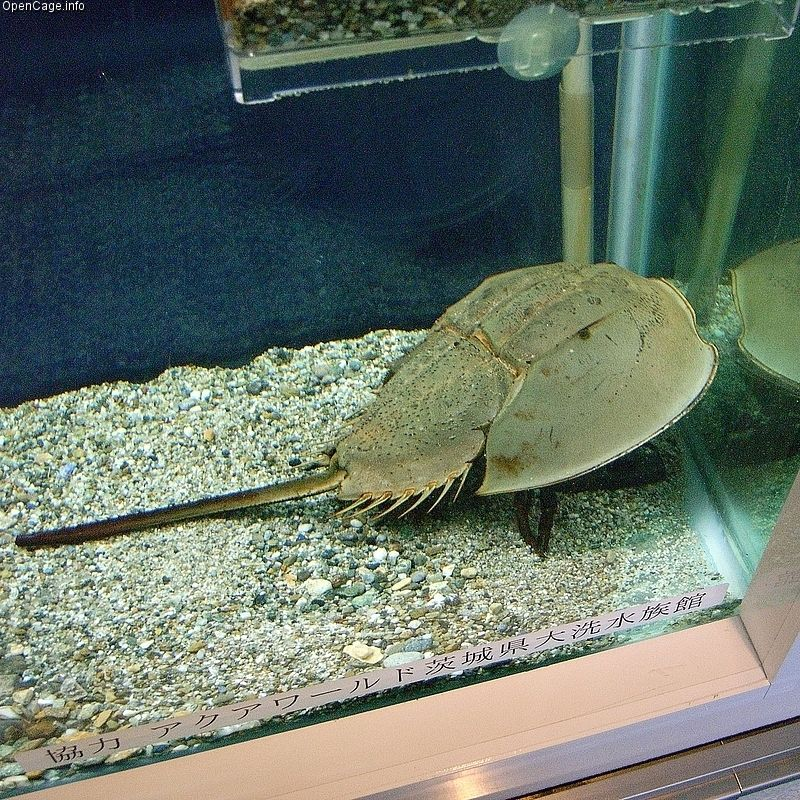
투구게
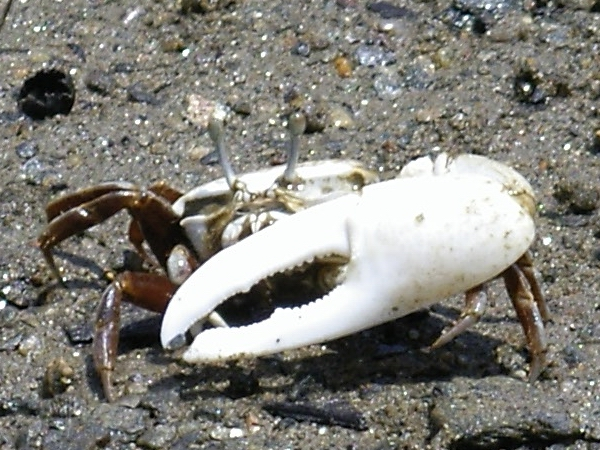
흰발농게
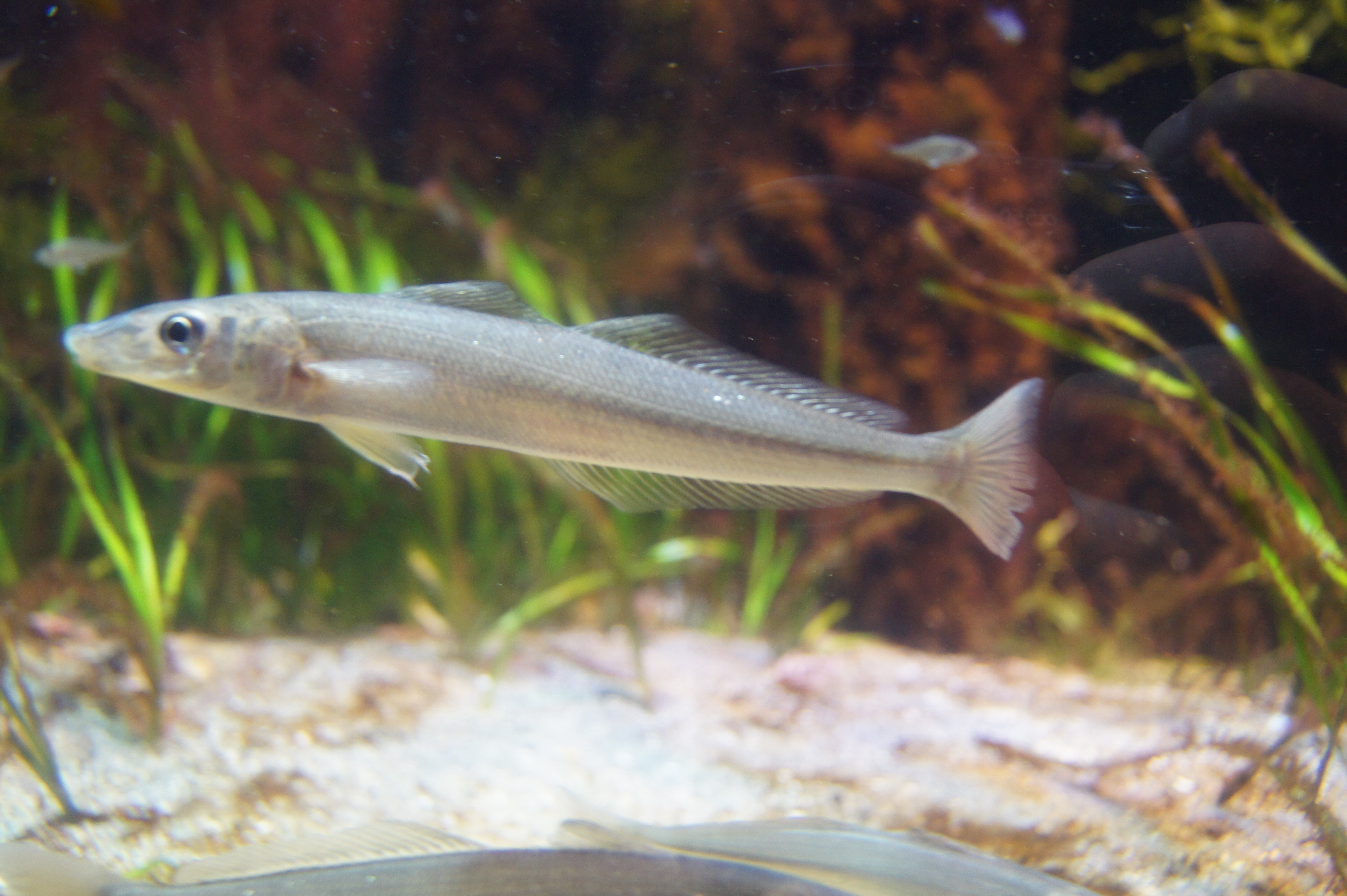
점보리멸
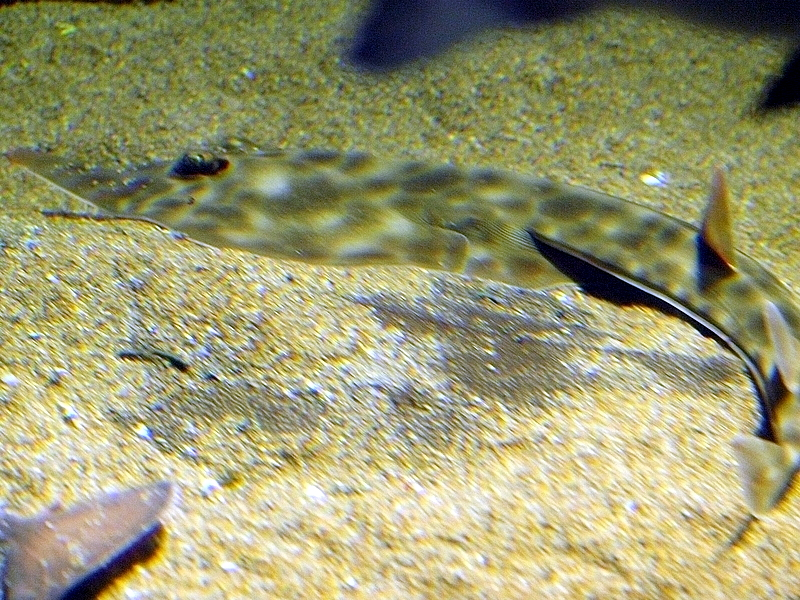
가래상어
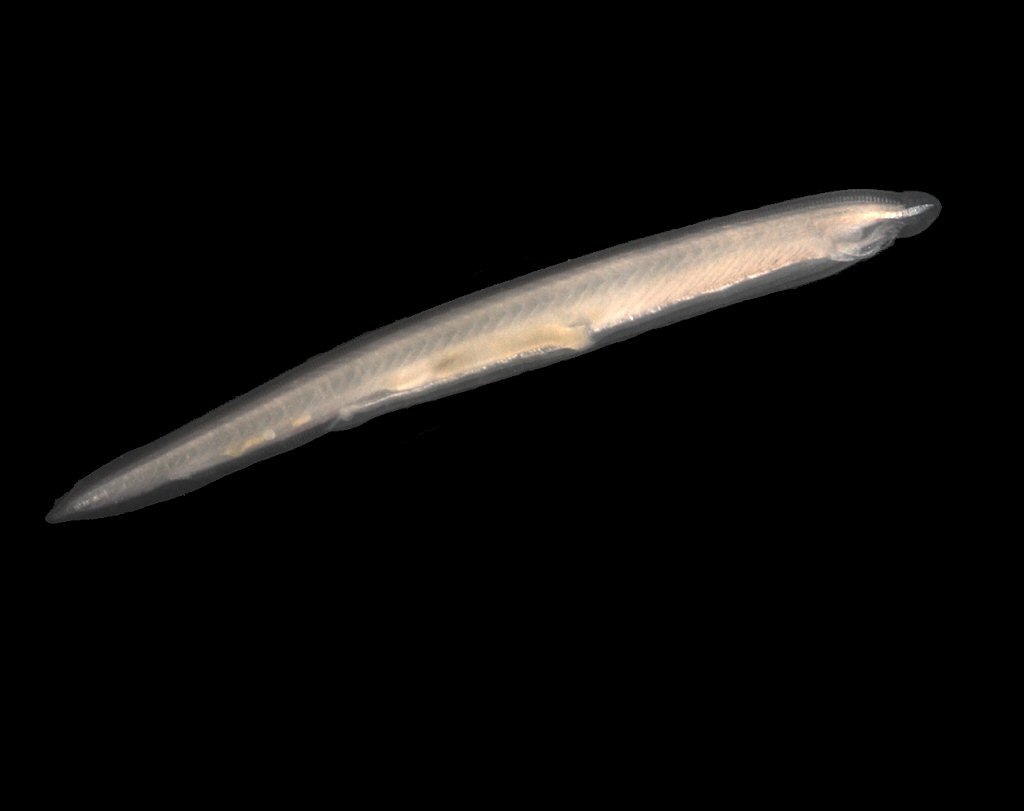
창고기
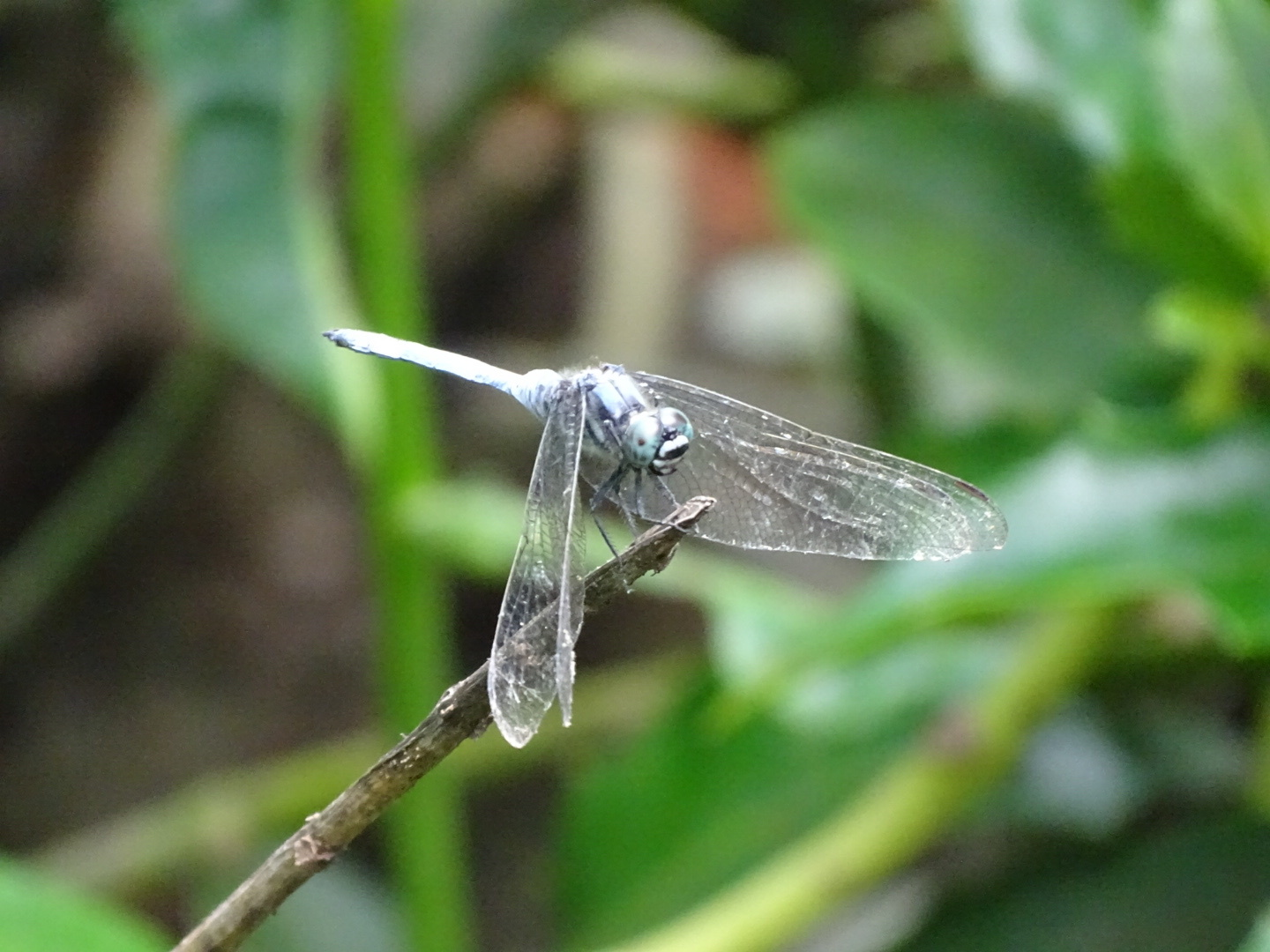
미야지마잠자리

## 산업
세토 내해는 옛부터 중요한 해상 교통로였고 오늘날에도 여러 항만에서 해운이 이루어지고 있다. 세토 내해 지역은 일본 총면적의 12 %에 해당하는 4만7천 km2에 걸쳐 있고 인구 역시 전체 인구의 약 4분의 1인 3천만 명 가량이 살고 있으며, 중공업, 석유화학 산업이 집중되어 있다.

### 어업

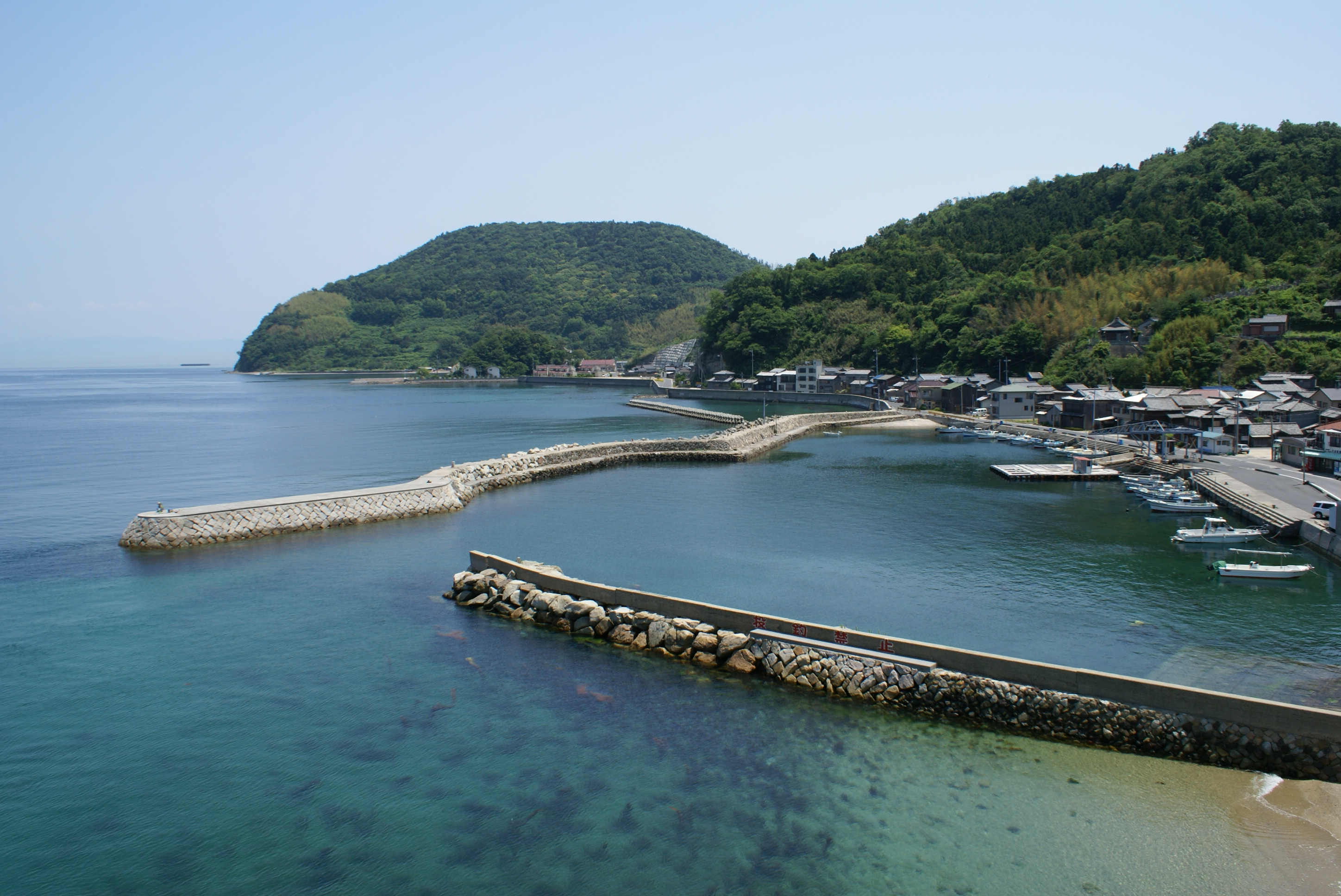
야마구치현 오키카무로섬의 포구

에도 시대에는 정어리를 잡아 비료로 사용하였고, 오징어, 붕장어, 보리멸, 새우, 해삼 등을 그물을 쳐 잡았다. 오늘날에는 일부 지역의 전통 어로를 제외하면 이러한 방식의 어로는 금지되었다. 당시 어민들은 먼바다에까지 나아가 대형어류를 어획하기도 하였다.
오늘날 세토 내해의 어업은 어획과 양식으로 크게 구분할 수 있다. 2020년 기준 어획량은 126,668 톤으로 이 가운데 멸치가 32%인 40,760 톤을 차지하고 뱅어가 22%인 27,446 톤으로 뒤를 잇고 있다. 양식은 김류가 136,478 톤, 굴류가 123,682 톤으로 주종을 이루며 총 생산량은 395,297 톤이다.

### 공업
일본의 주요 공업지역인 태평양 벨트의 부분인 세토우치 공업지역이 형성되어 있다. 세토 내해는 일본 전체 철강업의 46%, 석유화학공업의 40%, 화학공업의 35%, 펄프 종이 제조의 30%를 담당하고 있다. 반면 농림수산업은 1965년 당시 전국의 7.4%를 차지하였으나 2002년에는 0.8%로 감소하여 이 지역에 산업화가 집중되었다는 점을 보여준다. 이러한 산업 지구 집중은 세토 내해 환경 오염의 원인이 되었다.

## 같이 보기
- 팬스타 크루즈
- 세토우치 지방
- 세토우치 공업지역
- 세토나이카이 국립공원